# Vernols
Vernols é uma comuna francesa na região administrativa de Auvérnia-Ródano-Alpes, no departamento de Cantal. Estende-se por uma área de 23,25 km². Em 2010 a comuna tinha 65 habitantes (densidade: 2,8 hab./km²).